# Festival (film, 2005)
Pour les articles homonymes, voir Festival (homonymie).
Pour plus de détails, voir Fiche technique et Distribution.
Festival est une comédie dramatique britannique réalisée et écrite par Annie Griffin, sortie en 2005 au Royaume-Uni et en France. Elle a par ailleurs bénéficié de projections dans quelques festivals internationaux tels que le Festival du film britannique de Dinard ou encore le Festival International du Film de Stockholm, dans lesquels elle a remporté plusieurs prix. Elle met en scène, sur le thème de l'Edinburgh Festival Fringe, plusieurs intrigues sans lien direct.
Intégralement tourné à Édimbourg, Festival est la première réalisation au cinéma d'Annie Griffin. Elle avait précédemment tournée plusieurs vidéos et des téléfilms tels que Coming Soon (1999) ou Was She There (1996). Festival a reçu un succès mitigé en salles et a été boudé par la critique, et ce, malgré les diverses projections dans les festivals.

## Synopsis
Festival est une comédie noire qui se déroule en marge du festival annuel d'Édimbourg : le Edinburgh Festival Fringe. Le film se concentre autour de la projection d'une comédie à gros budget, qui sera primée au Festival, dans l'une des plus petites salles du Festival. Plusieurs histoires s'entremêlent alors incluant la relation entre une célébrité narcissique britannique et son assistante qui n'arrête pas de se plaindre, une actrice débutant au festival avec un one-woman show sur Dorothy Wordsworth et sur une riche mais dépressive femme mariée.

## Fiche technique
- Titre : Festival
- Réalisation : Annie Griffin
- Scénario : Annie Griffin
- Production : Robert Jones, Caroline Leddy, Roger Shannon et Christopher Young
- Société de production : FilmFour et UK Film Council
- Société de distribution : Pathé
- Musique : Jim Sutherland
- Directeur de la photographie : Danny Cohen
- Montage : William Webb
- Décors : Tom Sayer
- Pays d'origine : Royaume-Uni
- Langue originale : Anglais
- Format : Couleurs - 1,85:1 - Dolby Digital - 35 mm[2]
- Genre : Comédie dramatique
- Durée : 107 minutes[1]
- Date de sortie[3] : 
  -  Royaume-Uni : 15 juillet 2005
  -  Canada : 12 septembre 2005
  -  France : 6 octobre 2005
- Lieux de tournage : Édimbourg[4]

## Distribution
- Kevin Masson : Le P
- Lyndsey Marshal : Faith Myers
- Paddy Bonner : Homme de la rue
- Selina Cadell : Agent d'état
- Clive Russell : Frère Mike
- Amelia Bullmore : Micheline Menzies
- Daniela Nardini : Joan Gerard
- Chris O'Dowd : Tommy O'Dwyer
- Billy Carter : Conor Kelly
- Jimmy Chisholm : Radio Producer
- Raquel Cassidy : Petra Loewenberg
- Stephen Mangan : Sean Sullivan
- Gabriel Quigley : Réceptionniste
- Deirdre O'Kane : Frida Finucane
- Meredith MacNeill : Mary
- Megan Dodds : Dina
- Jonah Lotan : Rick
- Matthew Holness : Roger
- Mark Robb : Alasdair

### Personnages principaux
- Faith (interprétée par Lyndsey Marshal) arrive à Édimbourg pour jouer son spectacle sur Dorothy Wordsworth. Elle se trouve alors comme compagnon le Frère Mike (interprété par Clive Russell), qui joue de son côté un spectacle sur un prêtre pédophile, spectacle qui révèlera qu'il était lui-même pédophile, finalement.
- Tommy O'Dwyer (interprété par Chris O'Dowd), un irlandais, essaye de séduire l'animatrice d'une radio locale, Joan Gerrard (interprétée par Daniela Nardini).
- Sean Sullivan (interprété par Stephen Mangan) est un célèbre comédien. Il contrarie tout le monde et particulièrement Gerard aux côtés d'une assistante alcoolique, Petra (interprétée par Raquel Cassidy).
- Joan Gerard (interprétée par Daniela Nardini) anime une émission de radio sur le Festival. Une interview de Sullivan durant une émission diffusée en direct met le ton sur leur relation. Elle fait également partie du jury du Festival. Sullivan se moque d'elle, par ailleurs, durant le show parce qu'elle a lié une amitié avec l'un des nommés, O'Dwyer.
- Nicky Romanowski (interprétée par Lucy Punch) est une jeune comédienne ambitieuse nommée au Festival.
- Micheline Menzies (interprétée par Amelia Bullmore) est la femme d'un avocat d'Édimbourg qui souffre d'une dépression.

## Autour du film

### Réception publique
Alors qu'il a notamment été projeté au Festival du film britannique de Dinard ou encore au Festival International du Film de Stockholm, Festival n'a pas remporté un franc succès auprès du public, en salles. Sorti le 15 juillet 2005, le film réalisait durant son premier week-end une recette de 34 010 £. Le film a pourtant fini son exploitation avec 96 373 £. Le film n'a donc pas été très lucratif, pour une distribution dans plus de quarante salles différentes.
Bien que Festival soit la huitième réalisation d'Annie Griffin, cela reste son premier film. Elle avait précédemment tourné plusieurs vidéos et téléfilms tels que Coming Soon (1999) ou Was She There (1996) qui reçurent un succès satisfaisant. Festival, comme premier film, peut néanmoins être considéré comme une réussite puisque cette comédie a été projetée dans plusieurs festivals où elle a été également récompensée.

### Réception critique
Festival, un « film joyeux » selon The Guardian, a reçu une critique contrastée. Apprécié par ce quotidien, il a été moins apprécié par The Times. The Daily Telegraph le considère d'« authentique […], brillant […] et marrant ».
Voici la critique de The Times :

« Le plaisir cruel de Festival, le récit franc d'Annie Griffin sur l'Edinburgh Fringe, se trouve sur la recherche du ridicule dans le confort d'une salle de cinéma. C'est sa revanche sur cette orgie bordélique et ses légions de disciples trompés ; une enquête freudienne sur les réactions des gens face aux étrangers. »

## Distinctions

### Récompenses
- 2005 : BAFTA Scotland Award du meilleur acteur dans un film écossais (Chris O'Dowd) et du meilleur réalisateur
- 2005 : Douglas Hickox Award au British Independent Film Awards
- 2005 : Prix du meilleur scénario au Festival du film britannique de Dinard
- 2005 : Prix du meilleur scénario au Festival International du Film de Stockholm

### Nominations
- 2005 : Nommé au BAFTA Awards, Scotland du meilleur acteur dans un film écossais (Stephen Mangan), de la meilleure actrice dans un film irlandais, du meilleur film et du meilleur scénario
- 2005 : Nommé au Golden Hitchcock au Festival du film britannique de Dinard
- 2005 : Nommé au prix du meilleur espoir de l'année au London Critics Circle Film Awards
- 2006 : Nommé au Carl Foreman Awards
- 2006 : Nommé au British Academy Film Award du meilleur film